# Chór Akademicki Uniwersytetu Technologiczno-Przyrodniczego w Bydgoszczy
Chór Akademicki Uniwersytetu Technologiczno-Przyrodniczego w Bydgoszczy – polski chór mieszany, będący częścią kulturalnej działalności Uniwersytetu Technologiczno-Przyrodniczego, im. Jana i Jędrzeja Śniadeckich w Bydgoszczy.

## Charakterystyka

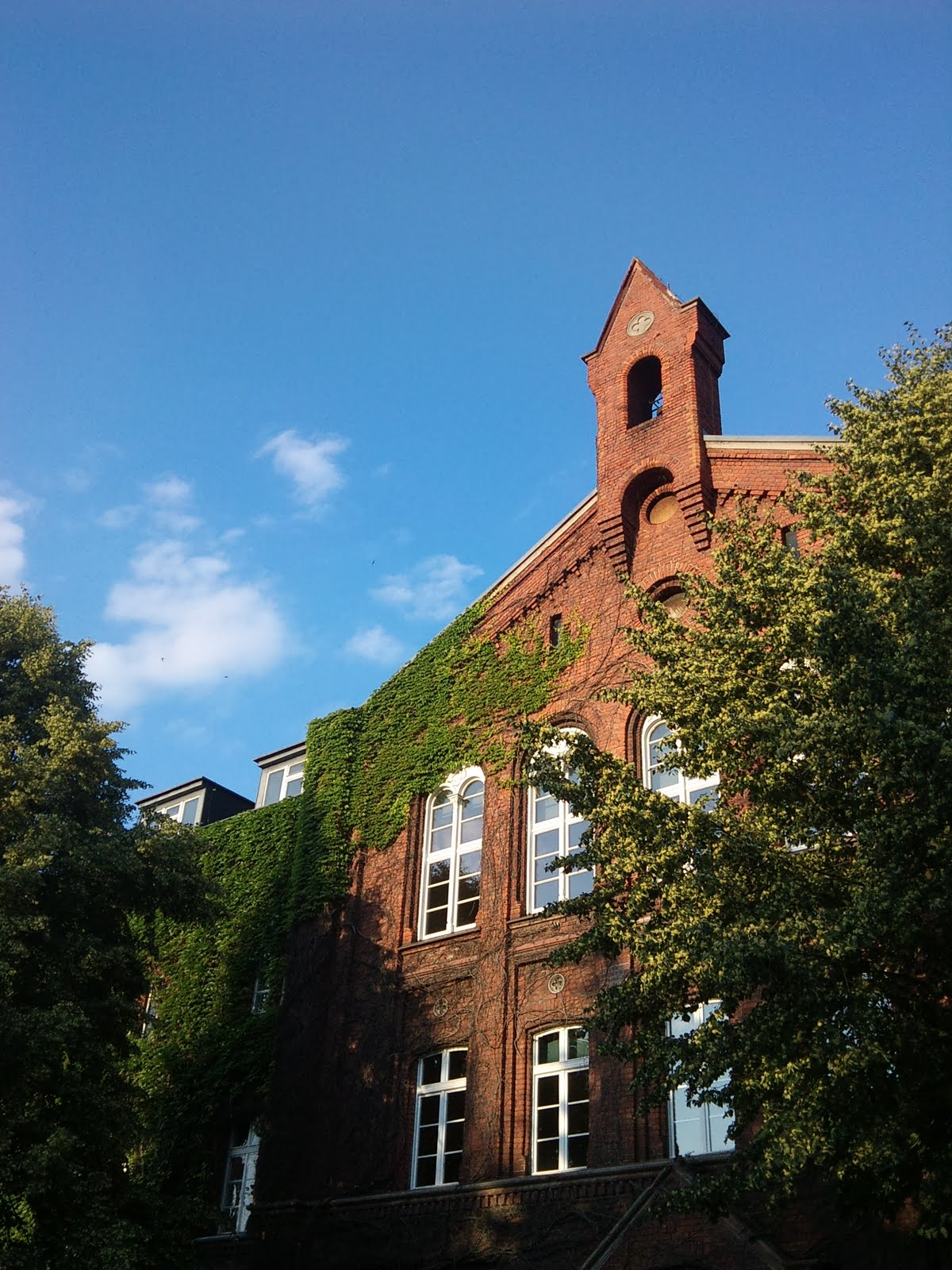
Budynek UTP w Bydgoszczy przy ulicy Bernardyńskiej gdzie Chór spotyka się podczas prób

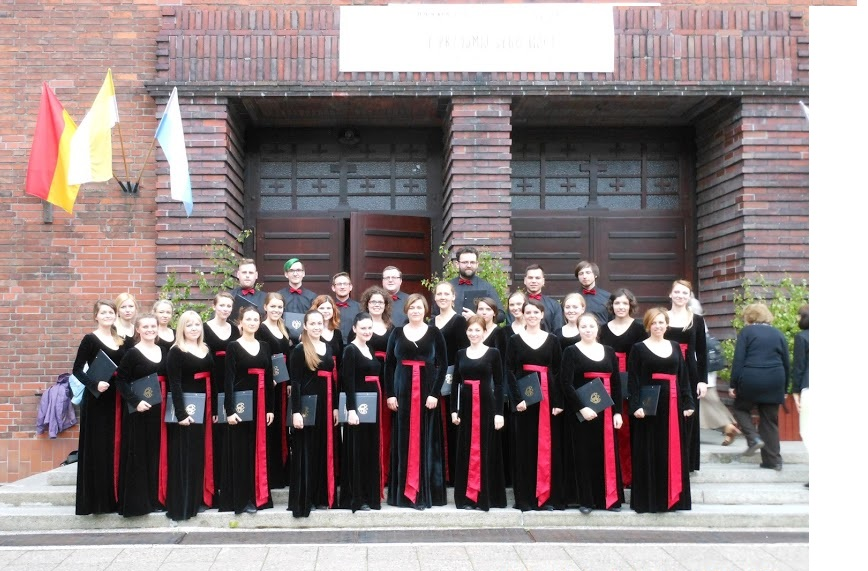
Chór podczas Festiwalu Vratislavia Sacra

W chórze śpiewają studenci wszystkich wydziałów uczelni oraz absolwenci. Wszystkich łączy pasja twórczej działalności i pełne poświęcenia umiłowanie muzyki. Zespół śpiewa zróżnicowany repertuar, począwszy od utworów muzyki dawnej, przez kompozycje współczesnych twórców, a także wykonuje muzykę lżejszą. Sala koncertowa chóru mieści się w  Auditorium Novum w kompleksie budynków uczelni w Bydgoszczy-Fordonie.

## Historia
Chór powstał w 1996, jako kontynuator tradycji wcześniejszych formacji działających na tej uczelni w latach 70. i 80., prowadzonych przez R. Rajsa i J. Staneckiego. Założycielem chóru i jego dyrygentem był Radosław Wilkiewicz, adiunkt na Wydziale Dyrygentury Chóralnej i Edukacji Muzycznej Akademii Muzycznej w Bydgoszczy.
W 1998 zespół uczestniczył wraz z innymi chórami akademickimi oraz Orkiestrą Symfoniczną Filharmonii Pomorskiej w Bydgoszczy w wykonaniu kantaty S. Prokofiewa „Aleksander Newski”.
Grupa brała udział we wszystkich ważniejszych uroczystościach Akademii Techniczno-Rolniczej, od 2006 UTP oraz uczestniczył w życiu kulturalnym miasta Bydgoszczy i regionu.
Od października 2007, chór pracuje pod kierunkiem Agnieszki Sowy, a od 2014 asystuje jej Jan Chęsy.  Przez ostatnie kilka lat Chór wystąpił około 100 razy, uświetniając ważne uroczystości uczelni i miasta.
W 2012 zespół miał swój debiut na estradzie Filharmonii Pomorskiej w Bydgoszczy, śpiewając Exodus i Victorię Wojciecha Kilara, a  w 2013 – kantatę Carmina burana Carla Orffa.
W 2014 Chór dwukrotnie wystąpił na deskach Filharmonii Pomorskiej. Pierwszym wydarzeniem był koncert „Promocja młodych talentów” gdzie pod batutą Marzeny Diakun wykonał Małą Mszę Radosną d-moll Jerzego Derfla. Chór wziął także udział w uroczystych obchodach Święta Wolności oraz Święta Województwa Kujawsko-Pomorskiego, wykonując wraz z Chórem Akademickim UMK w Toruniu, Orkiestrą Symfoniczną FP w Bydgoszczy oraz znakomitymi solistami Mszę Uroczystą Gioacchino Rossiniego.

## Wybrane nagrody i wyróżnienia

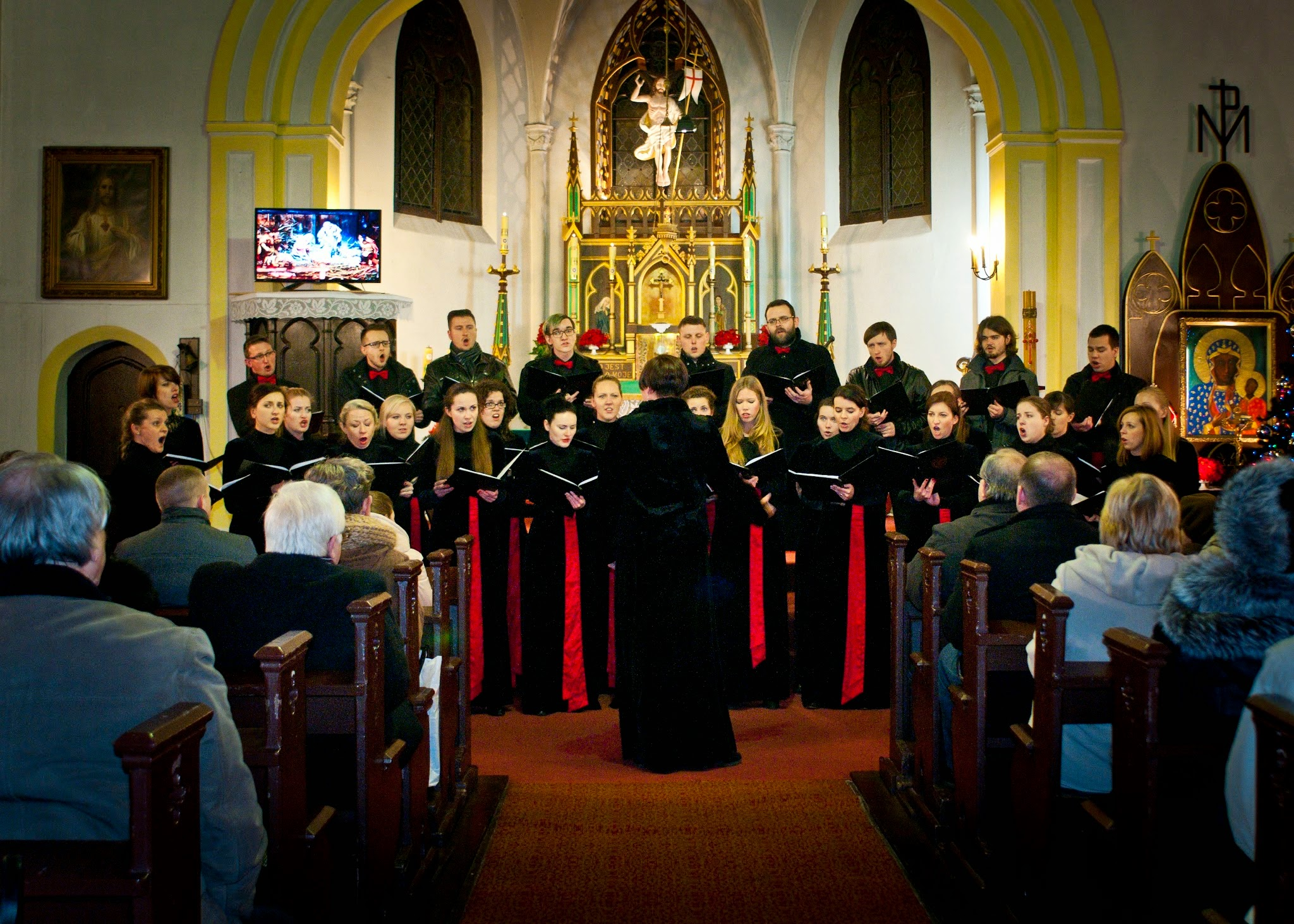
Chór podczas koncertu kolęd w Bydgoszczy

- 1997: II miejsce w konkursie chórów „O Puchar Wojewody Bydgoskiego”; w tym samym roku wziął udział w dwóch festiwalach chóralnych na Sycylii: w III Międzynarodowym Festiwalu Chóralnym w Avola oraz Międzynarodowym Festiwalu Polifonicznym w Giarre. Zaprezentował się także podczas audiencji w Watykanie.
- 1998: I miejsce na Ogólnopolskim Festiwalu Polskiej Pieśni Chóralnej w Katowicach.
- 1999: Brązowy medal na Międzynarodowym Konkursie Chórów w Tampere w Finlandii.
- 2000: IV nagroda na 29 Międzynarodowym Konkursie Chóralnym w Gorizii we Włoszech.
- 2001: Wyróżnienie na 37 Międzynarodowym Konkursie Chórów w Montreux w Szwajcarii.
- 2003: II nagroda w kategorii chórów studenckich w 34. Turnieju Chórów „Legnica Cantat”.
- 2009: Złoty Dyplom i Złoty Medal w Międzynarodowym Konkursie „Svatky Pisni” w Ołomuńcu (Czechy).
- 2010: Srebrne Pasmo V Ogólnopolskiego Konkursu Kolęd i Pastorałek w Chełmnie.
- 2010: I miejsce i nagrodę Marszałka Województwa Podkarpackiego w XIV Międzynarodowym Festiwalu Pieśni Religijnej w Rzeszowie.
- 2010: I wyróżnienie w kat. B i nagrodę Starosty Powiatu Wejherowskiego na XXII Międzynarodowym Festiwalu Muzyki Religijnej im. ks. Stanisława Ormińskiego w Rumi.
- 2011: Srebrny Dyplom V Ogólnopolskiego Konkursu Pieśni Pasyjnej w Bydgoszczy.
- 2011: II miejsce w Konkursie o Puchar Prezydenta Miasta Bydgoszczy.
- 2011: II miejsce w XIV Łódzkim Festiwalu Chóralnym „Canto Lodziensis”.
- 2012: III miejsce w kategorii chórów akademickich na Festiwalu „Balkan Folk Fest” w Kiten (Bułgaria).
- 2013: Srebrne Pasmo II Ogólnopolskiego Festiwalu Pieśni Maryjnej „Ave Maria” w Chojnicach.
- 2013: I miejsce na Konkursie o Puchar Marszałka Województwa Kujawsko-Pomorskiego.
- 2013: I miejsce podczas III Ogólnopolskiego Konkursu Pieśni Maryjnej „Maryi Matce” w Poznaniu.
- 2014: II nagroda podczas Międzynarodowego Festiwalu Chóralnego w Ohrid (Macedonia)
- 2015: III miejsce podczas Wrocławskiego Międzynarodowego Festiwalu Chóralnego Vratislavia Sacra[1].
- 2015: I miejsce i Grand Prix podczas Konkursu o Puchar Marszałka Województwa Kujawsko-Pomorskiego w Bydgoszczy